# Gatnac
Gatnat (en francès Gannat) és un municipi francès del departament de l'Alier, a la regió d'Alvèrnia-Roine-Alps. El 2021 tenia 5.759 habitants.